# ليسوم ضيق الكأسية
ليسوم ضيق الكأسية (الاسم العلمي:Illicium angustisepalum) هو نوع نباتي يتبع جنس الليسوم من فصيلة الشزندرية.